# Natasha Mealey
Natasha Mealey (Torquay, 27 november 1982) is een Engels actrice, glamourmodel en ontwerpster.
Mealey studeerde architectuur en poseerde topless en in lingerie voor The Sun en de Daily Star en in mannenbladen zoals FHM, Front en Maxim. Tevens stond ze op de Pirellikalender van 2004.
Mealey was te zien in de videoclip van de cover van "Somebody to Love" van de Boogie Pimps. Ze speelde ook in de clip van het liedje "Satisfaction" van Benny Benassi. Sindsdien heeft ze in vier delen van de dvd-serie Maxim Uncovered! gespeeld, namelijk deel 2, 4, 5 en 6.
Tegenwoordig werkt ze als juwelen- en lingerieontwerpster.